# 구라기촌
구라기촌(蔵木村)은 일본 시마네현 가노아시군에 설치되었던 촌이다. 현재의 요시카정의 일부에 해당한다.